# Dagmar Ehrlich
Dagmar Ehrlich (* 6. November 1960) ist eine deutschsprachige Fachjournalistin auf den Gebieten von Wein und Genuss, Gesundheit und Wellness, Diplom-Ingenieurin für Önologie und Weinbau und Sommeliere. Sie lebt und arbeitet in Hamburg.

## Ausbildung und beruflicher Werdegang
Nach ihrer Ausbildung als Landwirtschaftlich-technische Assistentin arbeitete sie zunächst als wissenschaftliche Assistentin an der Universität Erlangen. Es folgten als Vorbereitung für ihr Studium mehrere Praktika in Weinbaubetrieben im In- und Ausland (Frankreich, Italien) wie ebenso eine Ausbildung als Sommelier conseil (Université-du-Vin, Suze-la-Rousse). Von 1980 bis 1984 studierte sie Weinbau und Kellerwirtschaft an der Fachhochschule Wiesbaden – Studienort Geisenheim. Während ihres Studiums gründete sie zusammen mit ihrem Bruder Matthias Ehrlich, später Vorstand web.de das heute noch bestehende Ehrlichs Wein-Kontor in Karlsruhe, ein Weingeschäft mit ausschließlich eigenen Weinimporten aus Italien, Frankreich und Portugal sowie einem Bistro und Verkauf von Rohmilchkäse, Sherry, Grappa und Töpfereien aus Portugal. Nach dem Verkauf wurde sie Geschäftsführerin einer neuen Geschäftslinie von Deutschlands größtem Weinversender Hawesko und leistete Pionierarbeit für Online-Distribution.
1991 begann ihre Karriere als professionelle Weinjournalistin. Zehn Jahre lang leitete sie die Verkostungen der Fachzeitschrift Feinschmecker und publizierte die Ergebnisse. Zudem war sie die Verfasserin der renommierten Liste der „100 besten verfügbaren Weine der Welt“ und war ebenso verantwortlich für die Weinempfehlungen seit der Ersterscheinung des Wein Gourmet. Für Spiegel und Handelsblatt schrieb sie über weinökonomische Themen. Außerdem hat sie immer wieder für die Vital und die Bild publiziert. Heute arbeitet Dagmar Ehrlich als freie Publizistin für Wein, ganzheitliches Genießen, organisiert Weintourismus und Weinseminare mit Verkostungstrainings.

## Themen
Sie gilt als einer der Spezialisten für die allgemeinverständliche Formulierung önophiler Themen. In ihrem Buch Das Rebsorten ABC, beschreibt sie z. B. kurz und übersichtlich die wichtigsten 106 von weltweit über 10.000 Rebsorten. Seit ihrer Studienzeit beschäftigt sie sich insbesondere mit Bioweinen und ist eine der Hauptautorinnen von In bio veritas, einer Broschüre, die dem Weininteressierten Wein aus ökologischem Anbau näher bringen und die Neugierde auf Bio-Wein wecken will. In diesem Zusammenhang setzt sie auf pilzresistente Neuzüchtungen.
Für den ökologischen Weinbauverband ECOVIN, moderierte sie auf der Weltleitmesse für Bioprodukte, der BIOFACH in Nürnberg die Vergabe des Biofach-Weinpreises. Auf der Prowein 2014 moderierte sie hochaktuelle Themen, die die Weinwelt bewegen – von Biodynamie bis zu veganem Wein. Ehrlich leitet die Jury des Wettbewerbs „Deutschlands beste Bioweine“ des ältesten deutschen Biowein-Wettbewerbs „ecowinner“, der von Ecovin organisiert wird.

## Schriften
- Das Rebsorten ABC. Reben und ihre Weine. Hallwag (Gräfe und Unzer), München 2011, ISBN 978-3-8338-2301-5.
- Das Rebsorten ABC. Reben und ihre Weine. Hallwag (Gräfe und Unzer), München 2005, ISBN 3-7742-6960-2.
- Das Wein ABC. 400 glasklare Antworten auf die wichtigsten Fragen. Hallwag (Gräfe & Unzer), München 2004, ISBN 3-7742-6960-2.
- mit Bettina Matthaei: Rezepte für mehr Weingenuss. Wie Sie mit passend gewürzten Snacks mehr aus Ihrem Wein herausholen. Becker Joest Volk Verlag, Hilden 2018, ISBN 978-3-95453-138-7.
- mit Hubrecht Duijker: Wein. Eine Entdeckungsreise für Genießer. Hallwag, Bern 1999, ISBN 3-444-10557-6.
- mit Andree Köthe und Michael Girschek: Weine 1999. Wegweiser für den Einkauf. Verlag Girschek, Gümligen, ISBN 3-906263-01-0.
- Die Weine von Mosel-Saar-Ruwer. Verlag Girschek, Gümligen 1999.